# Sax (Spanyolország)
Sax község Spanyolországban, Alicante tartományban. Lakosainak száma 10 172 fő (2024).

## Fekvése
Sax Biar, Castalla, Elda, Petrer, Salinas és Villena községekkel határos.

## Népesség
A település lakosságának változását az alábbi diagram mutatja:
| Lakosok száma | 8570 | 9222 | 9577 | 10 054 | 10 041 | 9741 | 9700 | 9845 | 9935 | 10 172 |
|               | 2001 | 2004 | 2006 | 2009   | 2011   | 2014 | 2016 | 2019 | 2021 | 2024   |